# Cyphomyrmex
Cyphomyrmex är ett släkte av myror. Cyphomyrmex ingår i familjen myror.

## Bildgalleri

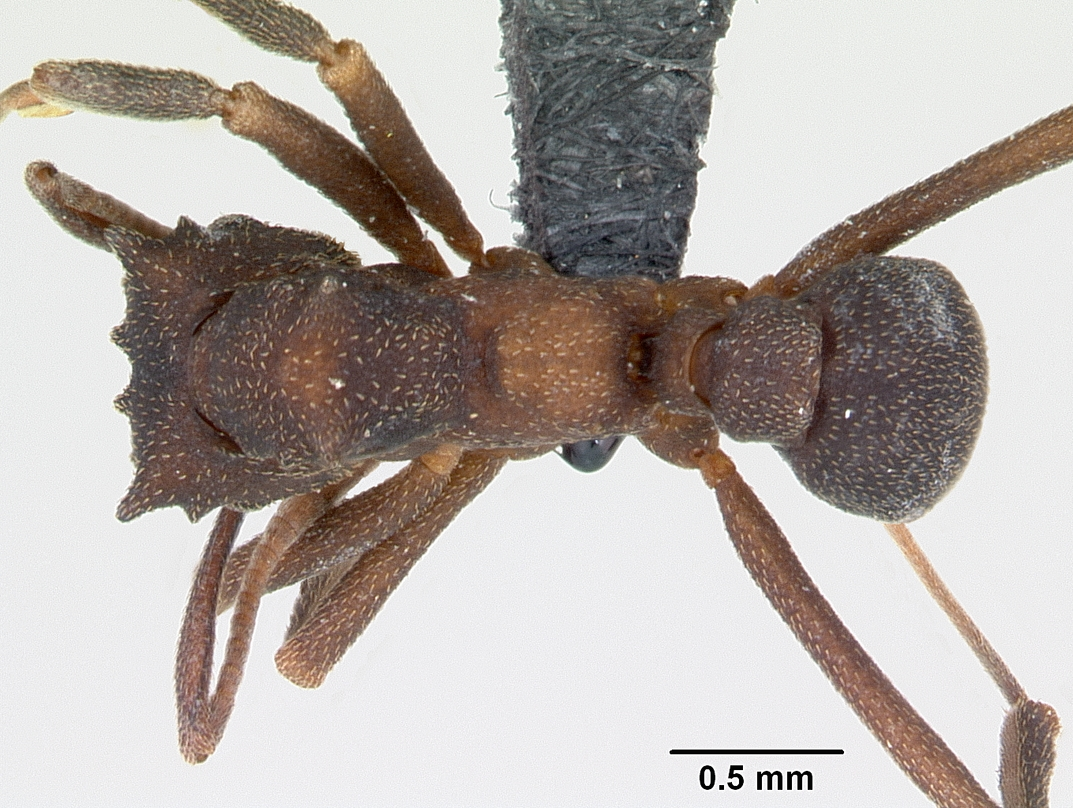

## Dottertaxa tillCyphomyrmex, i alfabetisk ordning[1]
- Cyphomyrmex auritus
- Cyphomyrmex bicarinatus
- Cyphomyrmex bicornis
- Cyphomyrmex bigibbosus
- Cyphomyrmex bruchi
- Cyphomyrmex castagnei
- Cyphomyrmex cornutus
- Cyphomyrmex costatus
- Cyphomyrmex daguerrei
- Cyphomyrmex dixus
- Cyphomyrmex faunulus
- Cyphomyrmex flavidus
- Cyphomyrmex foxi
- Cyphomyrmex hamulatus
- Cyphomyrmex kirbyi
- Cyphomyrmex laevigatus
- Cyphomyrmex lectus
- Cyphomyrmex lilloanus
- Cyphomyrmex longiscapus
- Cyphomyrmex major
- Cyphomyrmex minutus
- Cyphomyrmex morschi
- Cyphomyrmex nemei
- Cyphomyrmex nesiotus
- Cyphomyrmex occultus
- Cyphomyrmex olitor
- Cyphomyrmex paniscus
- Cyphomyrmex peltatus
- Cyphomyrmex plaumanni
- Cyphomyrmex podargus
- Cyphomyrmex rimosus
- Cyphomyrmex salvini
- Cyphomyrmex strigatus
- Cyphomyrmex transversus
- Cyphomyrmex vallensis
- Cyphomyrmex wheeleri
- Cyphomyrmex vorticis